# Бульдог Драммонд (фильм)
Бульдог Драммонд (англ. Bulldog Drummond) — американский детективный фильм 1929 года, продолжение приключений полицейского Хью «Бульдога» Драммонда. По повести Сирила Макнила. Фильм находится в общественном достоянии в США.

## Сюжет
Хью «Бульдог» Драммонд, британский ветеран Первой Мировой войны, в мирной жизни не находит себе место — ему слишком скучно среди повседневной, мещанской рутины. В тот момент, когда он занят поисками чего-то нового и волнующего, к нему обращается молодая девушка с просьбой спасти её отца, которого с согласия родственников отправили в дом престарелых, где пытаются силой отнять всё его состояние. «Бульдог» Драммонд не может остаться в стороне…

## В ролях
- Рональд Колман — капитан полиции Хью «Бульдог» Драммонд
- Клод Аллистер[англ.] — Элджи Лонгворт
- Лоренс Грант — доктор Лэкингтон
- Монтегю Лав — Карл Петерсон
- Уилсон Бендж — Дэнни
- Джоан Беннетт — Филлис Бентон
- Лилиан Тэшман — Ирма

## Критика
Мордаунт Холл из The New York Times назвал фильм «самым счастливым и самым приятным развлечением в своём роде, которое до сих пор выходило на экран», и рекомендовал его к просмотру тем, кто высказывал резкие слова в адрес развивающегося феномена звукового кинематографа. Холл похвалил фильм за то, что он вышел за рамки простой экранизированной версии сценического шоу, и за «артистизм», с которым режиссёр Ф. Ричард Джонс создавал сцены с прицелом на юмор и острые ощущения. Холл также высоко оценил технические достижения в области качества звука и выступления Рональда Колмана, Монтегю Лав и Лилиан Тэшман.

## Награды
- В 1930 году фильм номинировался на «Оскар» в двух номинациях, но не выиграл ни одной из них[2].

## Факты
- Это первый звуковой фильм о Бульдоге Драммонде, а также первый звуковой фильм Рональда Колмана.
- Премьера фильма состоялась в США 2 мая 1929 года, в Финляндии — 7 апреля 1930[3].